# Чимальтенанго
Чимальтенанго (ісп. Chimaltenango) — місто в Гватемалі, адміністративний центр одноіменного департаменту. Населення за даними на 2002 рік становить 74 077 осіб. Розташоване в 35 км на захід від столиці країни, міста Гватемала, на панамериканському шосе. Площа муніципалітету складає 212 км².
У часи до іспанського завоювання місце, на якому зараз знаходиться місто, було відоме як B'oko, проте іспанські конкістадори, як і для багатьох інших міст регіону, використовували ацтекську назву Chimaltenanco. Має місце виробництво текстилю та гончарних виробів.